# Francesco Landi
Pour les articles homonymes, voir Landi.
Ne doit pas être confondu avec Francesco Landi Pietra.
Francesco Landi, né à Naples le 13 octobre 1792 où il est mort le 2 février 1861, est un officier italien.

## Biographie
Carabinier, spécialiste de l'artillerie, il effectue des expériences sur les canons. Colonel (1855), il est promu général de brigade en 1860 et est envoyé combattre Giuseppe Garibaldi à la bataille de Calatafimi. 
Selon les révisionnistes, la bataille de Calatafimi, souvent représentée par les historiens comme une entreprise héroïque garibaldienne, n'aurait été qu'une farce. Le général bourbonien Francesco Landi se serait rendu coupable, selon Giuseppe Buttà, d'une conduite honteuse après le fait d'armes de Calatafimi, qui signe la chute de la dynastie bourbonnienne. En dépit de la nette supériorité numérique de son armée, Landi retire ses troupes du champ de bataille, permettant aux Mille d'avancer sans trop d'opposition vers Palerme. Accusé de trahison, Landi est destitué et mis aux arrêts à Ischia sur ordres de François II. Landi meurt d'un cancer le 2 février 1861, et certains auteurs évoquent son chagrin d'avoir été trompés par les garibaldiens : ceux-ci lui aurait promis une somme de 14 000 ducats déposés à la banque de Naples, mais en réalité, il n'en aurait trouvé que 14